# Agostino Moschetti
Agostino Moschetti (Caraglio, 1824 – 9 dicembre 1885) è stato un politico italiano.
Fu più volte sindaco di Cuneo e venne eletto deputato alla Camera del Regno d'Italia per due legislature (IX, X).